# 花火 (电视剧)
花火 于2015年12月21日浙江卫视首播。

## 首播
| 頻道     | 所在地 | 播映日期                    | 播出時間 |
| -------- | ------ | --------------------------- | -------- |
| 浙江卫视 | 中国   | 2015年12月21日—2016年1月5日 | 19：35   |

## 劇情
淩驍、譚越、饒世凱、甯雪、寧雨等人，大學畢業後，走向了各自事業的奮鬥道路。當淩驍遇到魏薇、譚越遇到陳茜茜、饒世凱遇到甯雨時，他們開始對愛情和事業，有了新的認識。淩驍在父親堅決反對下，堅持打工，想靠自食其力實現自己的夢想。可當愛情來敲門時，淩驍富裕的家庭背景卻成了他在愛情路上的絆腳石。淩驍介紹同學譚越到4S店打工，譚越暗戀上主管陳茜茜。而陳茜茜卻要譚越為她製造機會好和淩驍在一起。淩驍的表哥趙震楠留學回國後，一直是家族企業有名無實的負責人，因此他開始變得放縱自己。而讓趙震楠感到意外的是不論自己條件多麼優秀，家世怎樣富有，更有留洋的經歷和學位，都無法吸引到在他認為普通得再不能普通的女孩魏薇。魏薇和表弟淩驍樸實而單純的愛情，讓趙震楠對愛情有了新的理解和認識。

## 演員表
| 演員                | 角色     | 简介 |
| 毛俊杰              | 陈茜茜   | 4S店女主管，喜欢凌骁。谭越爱慕对象。 |
| 张云龙 童年：薛梁彬 | 赵震楠   | 赵建国独子，霸道总裁。凌骁表哥，喜欢魏薇。曾非常厌恶凌骁从小到大一直和他抢东西，后和好。                                                         |
| 李心艾              | 魏薇     | 赵震楠助理，前期经常迟到，喜欢小玩偶。凌骁之女友，赵震楠爱慕对象。                                                                               |
| 马骙 童年：杨浩琛   | 凌骁     | 凌永雄之独子，对改装车十分喜爱，有着开改装车店的梦想。经常因为自己的梦想无法得到父亲的谅解而意见不合。赵震楠之表弟，魏薇之男友，陈茜茜爱慕对象。 |
| 朱梓骁              | 饶世凯   | 导演，曾是宁雪男朋友，后分手。喜欢宁雨，宁雨未婚夫。                                                                                             |
| 郝泽嘉              | 宁雨     | 前跆拳道教练，后为4S店职员。曾经因为喜欢上饶世凯而不敢让自己的妹妹（宁雪）知道。饶世凯未婚妻。                                                   |
| 王秀竹              | 宁雪     | 宁雨妹妹，曾经是拜金女。曾与饶世凯、李羽剑交往。最终有了一个值得她托付终身的美籍华人未婚夫。                                                     |
| 周斌                | 谭越     | 凌骁好兄弟兼室友，喜欢陈茜茜。典型宅男，喜欢打电动；网名：独孤霸。                                                                               |
| 陈希郡              | 孟桐     | 赵震楠大学同学。盛华集团幕后大老板；昵称：鳄鱼，曾是雄大集团董事长助理，十分了解雄大内部情况。打算吞并雄大集团和赵氏集团。                       |
| 邹廷威              | 李羽剑   | 富二代，花花公子。父亲是律师。曾喜欢宁雪并与其交往，后来因史珊珊怀孕事件分手并留下坏名声令人耻笑。                                               |
| 孟召重              | 齐骏     | 孟桐好友兼室友，盛华集团幕后黑手之一，帮其操控股票，实现并吞赵氏和雄大集团的计划。喜欢打电动。                                                   |
| 黄阅                | 彭博纳   | 赵震楠助手，魏薇上司。改装车发烧友，与凌骁相识。                                                                                                 |
| 蔡俊涛              | 江海     | 富二代，盛华集团股东，豪车战队队友。 |
| 蔺志鹏              | 贺云锡   | 富二代，盛华集团股东，豪车战队队友。 |
| 孙志翔              | 鲍楷     | 富二代，盛华集团股东，豪车战队队友。曾代替孟桐数次出席赵氏股东大会。                                                                             |
| 何佳宣              | 郭可豪   | 富二代，盛华集团股东，豪车战队队友。 |
| 陈昊                | 赵建国   | 赵氏集团董事长，赵美华哥哥，赵显山之长子。年少轻狂而犯下错误，与凌永雄反目。                                                                     |
| 李丽虹              | 赵美华   | 凌永雄之妻，赵建国之妹妹。凌骁之母亲，想撮合凌骁和陈茜茜。                                                                                       |
| 王建新              | 凌永雄   | 雄大集团董事长，凌骁之父亲，与赵建国反目。 |
| 郭凯敏              | 赵显山   | 赵建国，赵美华之父。 |
| 沈丹萍              | 饶母     | 饶世凯母亲 |
| 刘亚津              | 饶父     | 饶世凯父亲 |
| 沈泰                | 宁雪男友 | 美籍华人，宁雪未婚夫。通过宁雪介绍，打算投资饶世凯最新电影。                                                                                     |
| 赵志刚              | 王强     | 赵建国跟班。 |
| 刘芳                | 谭母     | 谭越，谭鑫之母。 |
| 郑好                | 谭鑫     | 谭越之弟弟。 |
| 崔迪                | 张大鹏   | |
| 徐一乔              | 史珊珊   | 李羽剑女友之一，未婚怀孕，还在读书。 |
| 宁子                | 史母     | 史珊珊之母。 |

## 电视剧歌曲
| 歌名                 | 主唱   | 曲別   | 作词/作曲                     |
| 为爱痴狂             | 金志文 | 片头曲 | 陈升                          |
| 守望                 | 黄阅   | 片尾曲 | 黄阅、李一方                  |
| 我们都是害怕寂寞的人 | 黄阅   | 插曲   | 黄阅                          |
| 我还能给你什么       | 黄阅   | 插曲   | 吕劼                          |
| 女人                 | 黄阅   | 插曲   | 赵桐锋                        |
| 兄弟                 | 黄阅   | 插曲   | 作词:王雅君、BLUEJ/作曲：黄阅 |

## 宣傳活動
| 日期           | 活動               | 出席演員                                                                    | 備註 |
| -------------- | ------------------ | --------------------------------------------------------------------------- | ---- |
| 2015年12月15日 | 《花火》开播发布会 | 毛俊杰、朱梓骁、张云龙、李心艾、马骙、 陈希郡、郝泽嘉、周斌、王建新、李丽虹 |      |

## 电视剧的变迁
| 浙江卫视中国蓝剧场 每晚19:30        | 浙江卫视中国蓝剧场 每晚19:30         | 浙江卫视中国蓝剧场 每晚19:30 |
| ----------------------------------- | ------------------------------------ | ---------------------------- |
|                                     | 花火 （2015年12月21日—2016年1月5日） |                              |
| 桃花运 （2015年11月29日－12月20日） | 煮妇神探 （2016年1月8日—1月31日）    |                              |